# Kiełczyn (województwo dolnośląskie)
Kiełczyn (niem. Költschen) – wieś w Polsce, na Śląsku, położona w województwie dolnośląskim, w powiecie dzierżoniowskim, w gminie Dzierżoniów.

## Podział administracyjny
W latach 1975–1998 miejscowość administracyjnie należała do województwa wałbrzyskiego.

## Położenie
Wieś jest położona na południowy zachód od Ślęży, na południe od Wzgórz Kiełczyńskich, w Kotlinie Dzierżoniowskiej.

## Pochodzenie i zmiany nazwy
Według spisanej w 1887 roku legendy w tej okolicy Piotr Włostowic uratował życie księciu Bolesławowi Krzywoustemu przed atakiem „odyńca z wielkimi kielcami”. W podziękowaniu otrzymał Ślężę wraz z okolicą. Z tym wydarzeniem wiązana jest lokacja wsi.
Nazwa wsi ulegała przez wieki zmianie:
- 1239: Colcim,
- 1364: Kelczchni,
- 1667: Költschen,
- 1945: Kielczyn,
- 1947: Kiełczyn.

## Historia

### XIII–XIV wiek
Pierwsza wzmianka w kronikach dotycząca Kiełczyna pochodzi z roku 1239 i dotyczy ona tutejszego proboszcza Jacobusa. Należy domniemywać, że wieś lub osada istniały tutaj już wcześniej. Historycy przypuszczają, że na wzgórzu Szczytna istniał zamek. Zapis o kościele pojawia się ponownie w roku 1248. Wiadomo, że w roku 1276 przy kościele działała szkoła parafialna. Pod koniec XIV wieku, w roku 1392 wieś stanowiła własność pochodzącej ze Świdnicy rodziny Sachenkirche.

### XVI–XVII wiek
W XVI wieku za sprawą sprowadzenia do kościoła cudownej figurki Matki Boskiej z Dzieciątkiem. W roku 1570 kościół został przejęty przez wiernych obrządku ewangelickiego. Podczas wojny trzydziestoletniej, w roku 1638 wieś wraz z kościołem uległa poważnym zniszczeniom. Zapisy z roku 1654 informują, że Költschen należał wówczas do rodu von Hund. 10 marca tego roku w ramach prowadzonej redukcji dóbr kościelnych świątynia wróciła do katolików obrządku rzymskiego, ale dobra parafialne stanowiły królewszczyznę. 28 sierpnia 1658 odbyła się uroczystość poświęcenia wyremontowanego i rozbudowanego kościoła. Z roku 1672 pochodził zapis informujący, że większość parafian używała języka polskiego. Dokumenty podatkowe z roku 1726 informowały, że z majątku pobierany jest podatek w wysokości 1016 talarów, a od każdego chłopa jedynie 50 talarów.

### XVIII–XIX wiek
W roku 1738 tutejszy kościół ponownie stał się celem pielgrzymek za sprawą odnowienia kultu maryjnego, a także siedzibą archiprezbiteriatu (dziekanatu) biskupstwa wrocławskiego. Dwa lata później (1740) wieś została sprzedana staroście świdnickiemu von Schindel. W roku 1759 we wsi zatrzymał się król Prus, Fryderyk II. Informacja z roku 1765 stanowiła, że właścicielem wsi był Georg Rudolf von Schindel, a miejscowość zamieszkuje 23 zagrodników, 8 chałupników i 12 rzemieślników. Od roku 1768 majątkiem wartym 5212 talarów zarządzał ostatni męski potomek rodu Fryderyk Rudolf von Schindel. W roku 1779 właścicielką wsi stała się Marie Sophie von Witten z domu von Schwand. We wsi zamieszkanej przez 20 zagrodników i 14 chałupników znajdował się pałac, folwark, wiatrak, szkoła i kościół z plebanią. W pierwszej połowie XIX wieku wieś stała się ośrodkiem tkactwa, w roku 1825 należała do rodziny kupieckiej Scharff. W 44 domach zamieszkiwały 363 osoby, pracowało 18 warsztatów tkających len i 16 tkających wełnę. Spis z roku 1840 potwierdził, że wieś należała do rodziny Scharff, działał tam wiatrak, dwie gorzelnie, browar, dwie gospody oraz dwa folwarki, gdzie hodowano około 900 owiec. Istniało 77 warsztatów, z czego 63 zajmowało się tkaniem bawełny. Zabudowa liczyła 53 domy, które zamieszkiwały 432 osoby. W roku 1887 majątek złożony z 1225 mórg przynoszących dochód 3002 talary rocznie należał do rodziny von Löbbecke. W tym okresie tkactwo chałupnicze zaczęło upadać ustępując miejsca tkactwu przemysłowemu, ale takie fabryki lokowano w większych miastach.

### XX wiek
Już na początku stulecia Költschen znajdował się na trasie rozwijającego się ruchu turystycznego. Pamiątką po tym jest ustawiony w roku 1909 obelisk poświęcony doktorowi Winklerowi, który był propagatorem lokalnej turystyki i który zaprojektował wieżę widokową na Wielkiej Sowie. Po zakończeniu I wojny światowej we wsi ustawiono pomnik pamięci poległych, zaprojektowany był przez P. Schulza, w roku 1925 został uznany za najpiękniejszy z pomników pamięci. W roku 1941 wieś liczyła 351 mieszkańców.

#### Okres powojenny
W roku 1945 wieś znalazła się na terytorium Polski, nazwę zmieniono na Kielczyn, a proboszczem został pochodzący z tej wsi ksiądz Jan Melc. W roku 1947 nazwę wsi zmieniono na obecną. W latach 80. XX wieku wybudowano we wsi wodociąg, w roku 1992 zakończono telefonizację, a do roku 1998 ukończono prace związane w budową kanalizacji,

## Zabytki

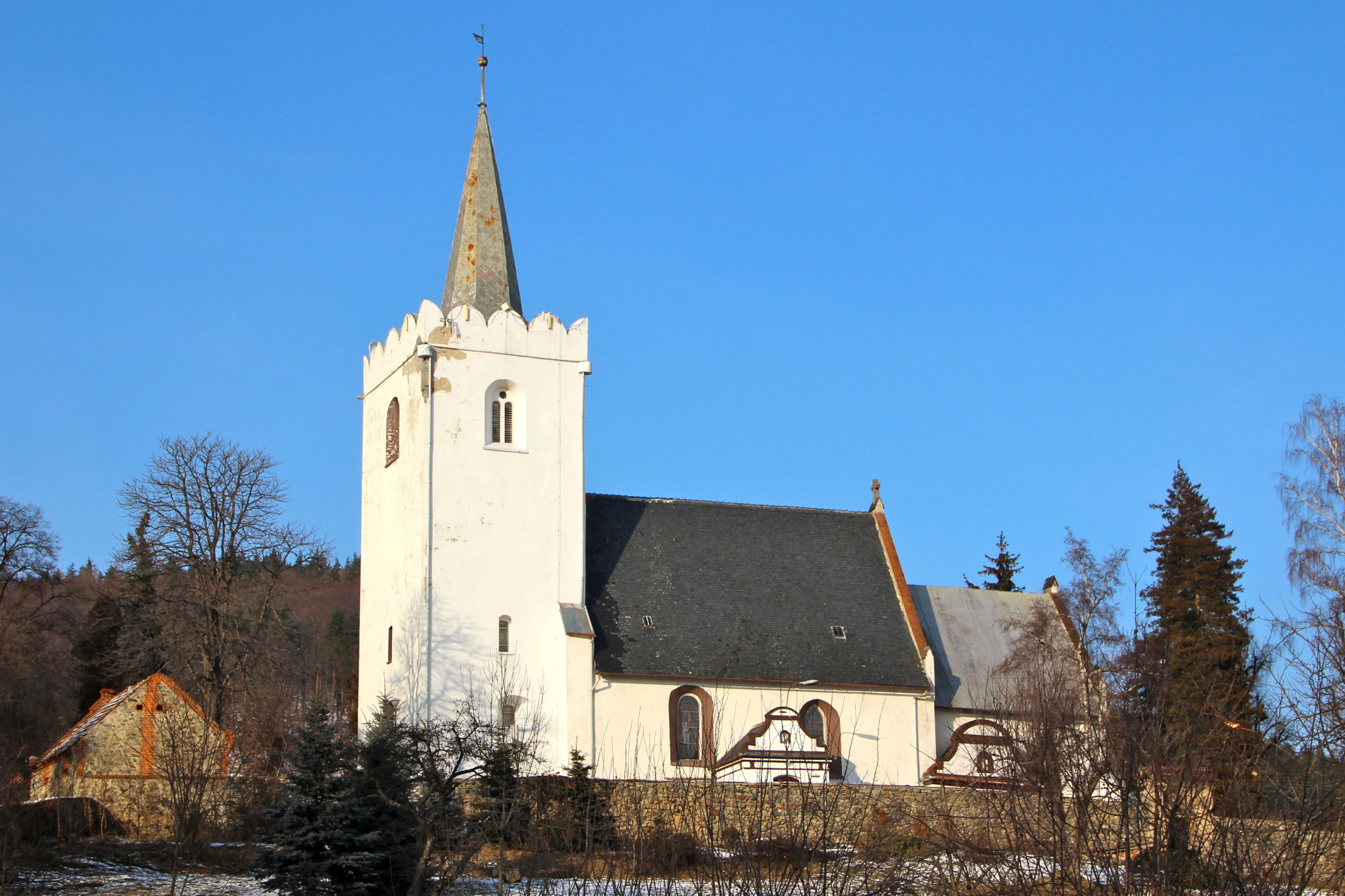
Kościół Narodzenia NMP

Do wojewódzkiego rejestru zabytków wpisane są:
- kościół pw. Narodzenia NMP, z XIV/XV wieku, w stylu późnoromańsko-gotyckim, jednonanowowy, orientowany
- plebania nr 44 z XVII wieku
- Zespół pałacowy obejmujący:
  - pałac z XVII/XVIII wieku
  - park z połowy XIX wieku
  - altana ośmioboczną, z połowy XIX w. znajdującą się na terenie parku.